# Lijst van symbolen op audio- en videoapparatuur
De symbolen op audio- en videoapparatuur zijn gestandaardiseerd, meestal als in onderstaande tabel. Er zijn variaties in de werking mogelijk.
Sommige bedieningsknoppen kunnen twee functies hebben, bijvoorbeeld aan en uit. Men noemt ze toggles.
| Symbool | Betekenis                                                 | Mogelijk opschrift | Opmerking |
| ------- | --------------------------------------------------------- | ------------------ | --- |
| ⏽       | Inschakelen                                               | On                 | |
| ⭘       | Uitschakelen                                              | Off                | |
| ⏻       | In- en uitschakelen                                       | On-Off             | Wordt ook wel gebruikt voor een knop waarmee alleen uitgeschakeld wordt. |
| ⏺       | opname                                                    | Record             | Vanouds hebben opnameapparaten een rode knop om de opname te starten. Hiervan ging een waarschuwing uit: een band kon ermee gewist worden. Vaak moet de knop samen met de knop voor het afspelen ingedrukt worden.                                                          |
| ⏹       | stop                                                      | Stop               | |
| ⏸       | pauze                                                     | Pause              | Om een bandopname te kunnen monteren was de pauzeknop onmisbaar. Bij afspeelapparatuur wordt de knop gebruikt om het afspelen tijdelijk te onderbreken en later te hervatten. Soms is dit een toggle: het hervatten geschiedt door op afspelen of weer op pauze te drukken. |
| ⏵       | afspelen                                                  | Play               | Drukt men na pauze op afspelen dan wordt er soms vertraagd afgespeld. |
| ⏯       | toggle van vorige twee                                    |                    | |
| ⏴       | achteruit afspelen met normale snelheid                   |                    | Het geluid wordt hierbij meestal gedempt. |
| ⏭       | naar volgende track of hoofdstuk                          |                    | |
| ⏮       | naar het begin van dit (of het vorige) track of hoofdstuk |                    | Staat het afspelen reeds bij het begin van een track, dan wordt gesprongen naar het vorige track. Dat gebeurt dus als twee keer op deze knop wordt gedrukt. |
| ⏩      | versneld vooruit                                          | FF                 | Het geluid wordt hierbij meestal gedempt. Door de knop herhaaldelijk in te drukken wordt de snelheid steeds hoger. |
| ⏪      | versneld achteruit                                        | Rewind             | Het geluid wordt hierbij meestal gedempt. Door de knop herhaaldelijk in te drukken wordt de snelheid steeds hoger. |
| ⏏       | medium uitwerpen                                          | Eject              | |